# Jacob Olie
Jacob Olie, né le 17 octobre 1834 à Amsterdam où il est mort le 25 avril 1905, est un professeur de dessin technique et photographe amateur néerlandais. Il est connu pour ses photographies d'Amsterdam de la seconde moitié du XIXe siècle, certaines représentant des quartiers d'Amsterdam qui n'existent plus.

## Biographie
Jacob Olie grandit dans le quartier de Westelijke Eilanden dans le centre d'Amsterdam. À partir de treize ans, il suit une formation de menuisier, charpentier et de dessinateur en architecture ; il est apprenti chez l'architecte Hendrik Hana, ainsi que dans un atelier de menuiserie. 
Il commence à travailler comme superviseur dans l'atelier d'architecture dirigé par Jan Leliman ; celui-ci est l'un des fondateurs d'une école technique pour les artisans. Jacob Olie y enseigne comme professeur de dessin technique à partir de 1861 et en devient le directeur en 1868,.
Olie est membre de plusieurs associations ; à l'âge de 16 ans, il rejoint la Maatschappij tot Vordering der Bouwkunst [Société pour la promotion de l'architecture] ; en 1855, avec un petit groupe de personnes partageant les mêmes idées, il fonde Architectura et Amicitia, un groupe de discussion sur l'art, la science et la technologie. c'est à l'une des réunions de cette association en 1857 qu'Olie parle pour la première fois de photographie, en citant un article d'un magazine néerlandais sur l'Architectural Photographic Society qui avait été fondée à Londres dans le but de fournir à ses membres des images photographiques de bâtiments remarquables des quatre coins du monde. En 1859, Olie apporte avec lui une série de vues stéréoscopiques d’Amsterdam prises par Pieter Oosterhuis (nl) (1816-1885). Peu de temps après, Olie commence à expérimenter lui-même la photographie et prend probablement pris ses premiers clichés à l'été 1861, quelques mois après avoir commencé à travailler à l'école des métiers techniques ; il fabrique lui-même l'appareil photo qu'il utilise, ainsi que les plaques découpées dans une vitre et enduites de collodion humide. Au cours des quatre années suivantes, il prend des photographies dans la zone portuaire et industrielle d'Amsterdam ; il photographie également sa famille, ses amis et connaissances, en utilisant leurs appartements du centre ville pour photographier le ville depuis leurs fenêtres : il en assemble les vues pour former des panoramas d'Amsterdam. En 1864 et 1865, il présente ses tirages à l'albumine et au papier salé à ses collègues d' Architectura et Amicitia.
Il abandandonne ses expériences photographiques à la fin des années 1860.
Il épouse le 3 octobre 1878 Carolina Augusta Blössmann, né en 1852, une des premières femmes à avoir obtenu le même diplôme de dessinateur que son mari. Le couple a sept enfants, dont plusieurs meurent en bas âge. Le 21 décembre 1886, son épouse meurt ; arès huit ans de mariage, Jacob Olie se retrouve veuf avec quatre enfants en bas âge, dont le plus jeune n'a que quelques jours. 
L'un de ses enfants, Jacob Olie junior, sera également photographe amateur et travaillera notamment avec des plaques autochromes,.
En 1890, après sa retraite de directeur de l'école technique, Jacob Olie se remet à la photographie. Il utilise désormais des plaques de gélatine sèche produites industriellement. En 1904, il avait pris environ 3 600 photographies d'Amsterdam et de ses environs ; il est particulièrement intéressé par les changements majeurs survenus dans la ville dans les années 1890 (comblement des canaux, élargissement des quais, construction des premiers grands magasins). Il n'a jamais exposé ses photographies, mais les a occasionnellement projetées sous forme de diapositives avec une lanterne magique.
Jacob Olie meurt le 25 avril 1905 à Amsterdam et est enterré au cimetière De Nieuwe Ooster. 
Ses photographies sur plaques de verre ont été conservées intactes dans le grenier de sa fille. Elles ont été retrouvées en 1959 et déposées aux Archives de la ville d'Amsterdam. 

## Collections
- Archives de la ville d'Amsterdam.

## Galerie

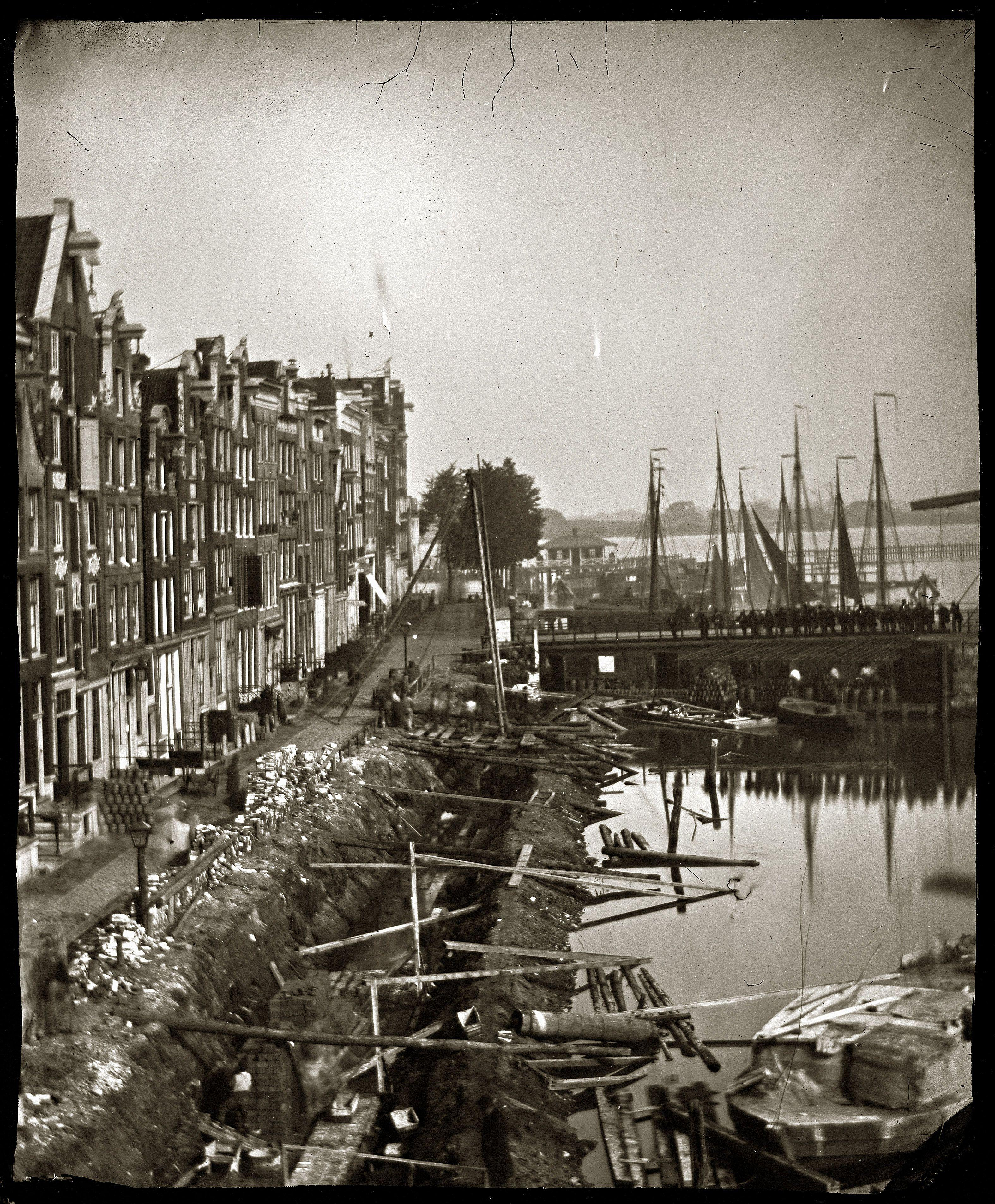
Vue des travaux sur le mur de quai du canal du Waalseilandsgracht à Amsterdam, 1863.
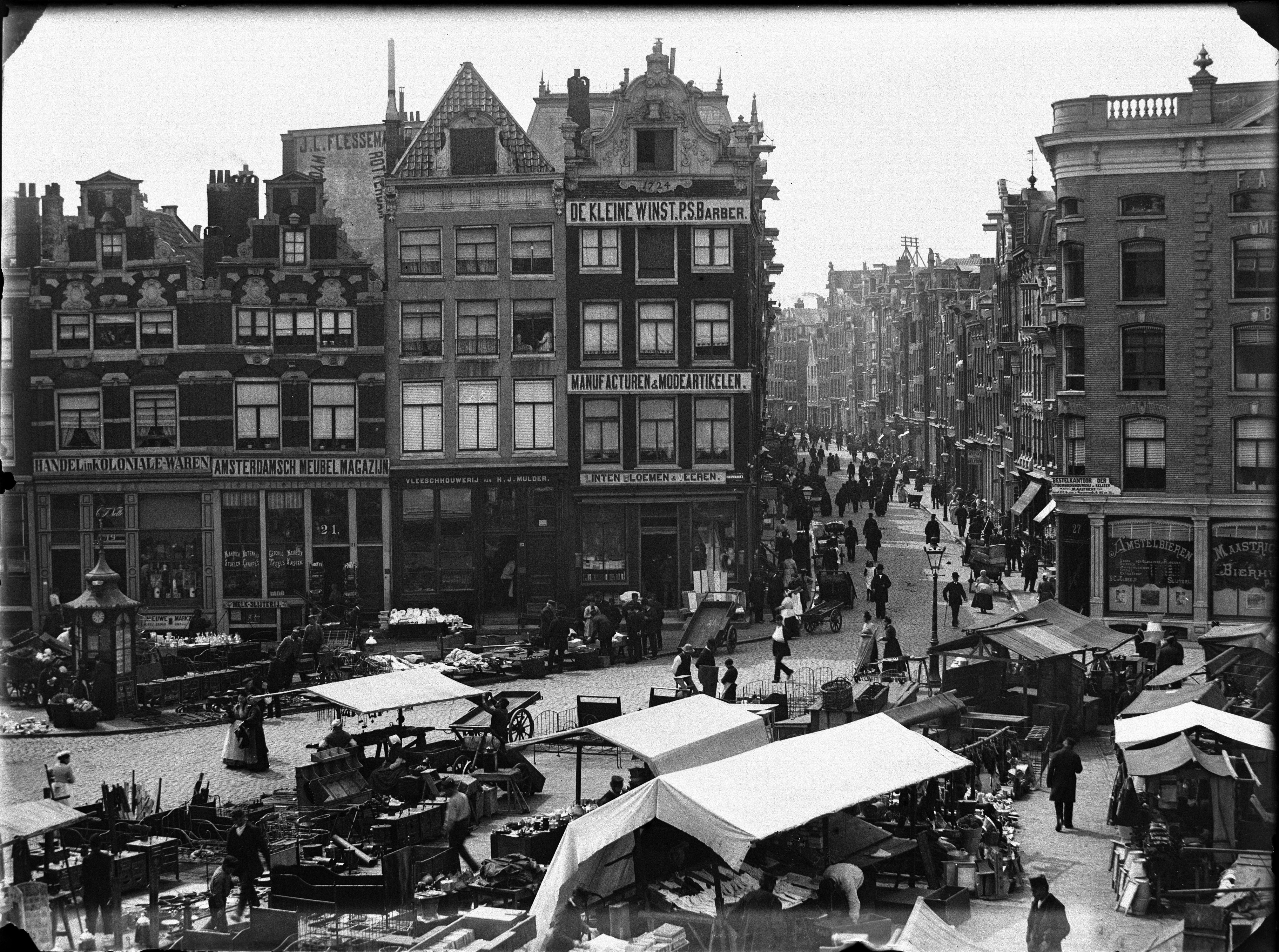
Le Nieuwmarkt, la place principale d'Amsterdam, 1890.
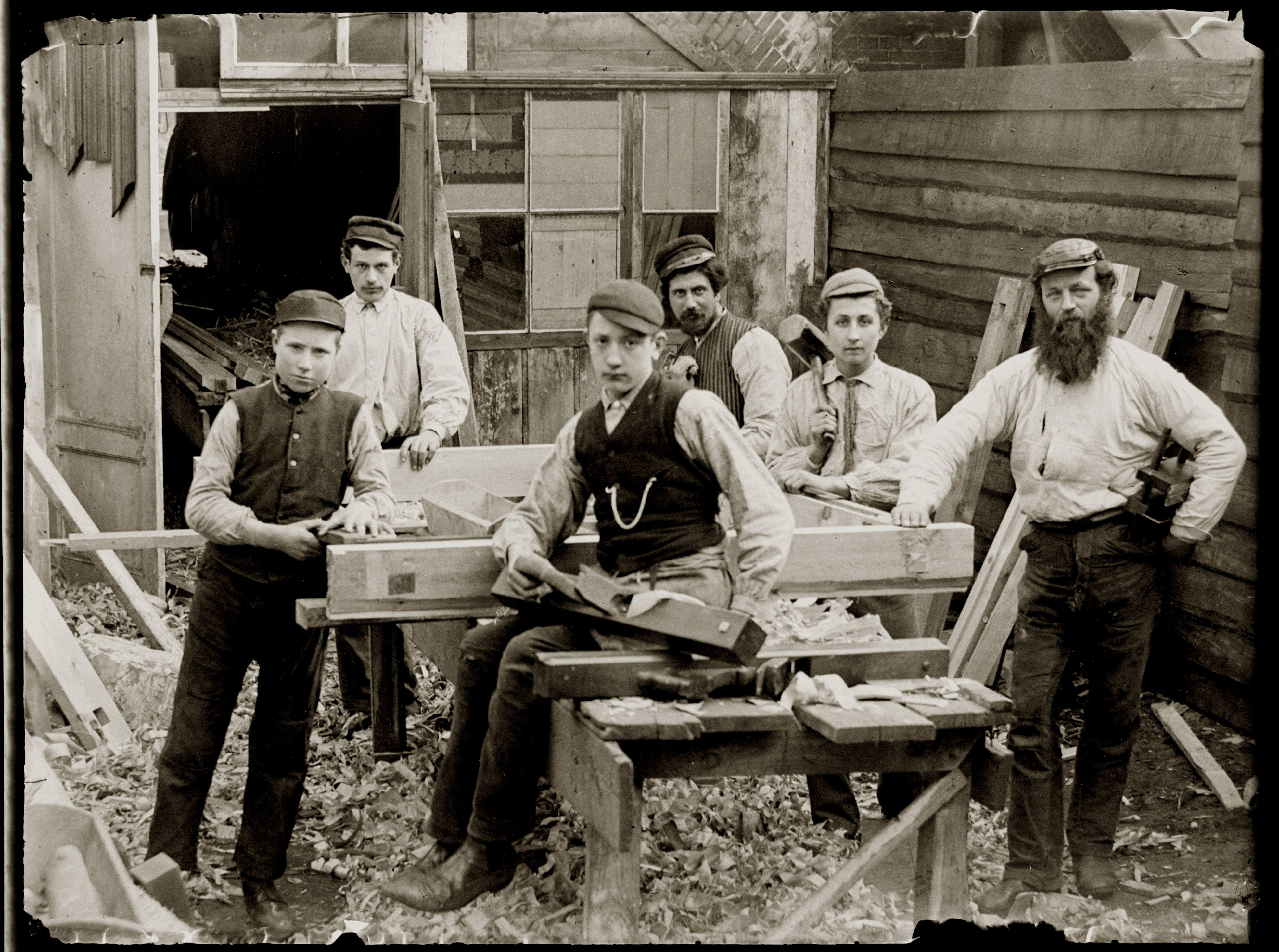
Au 12A, canal Bickersgracht à Amsterdam, 1890.
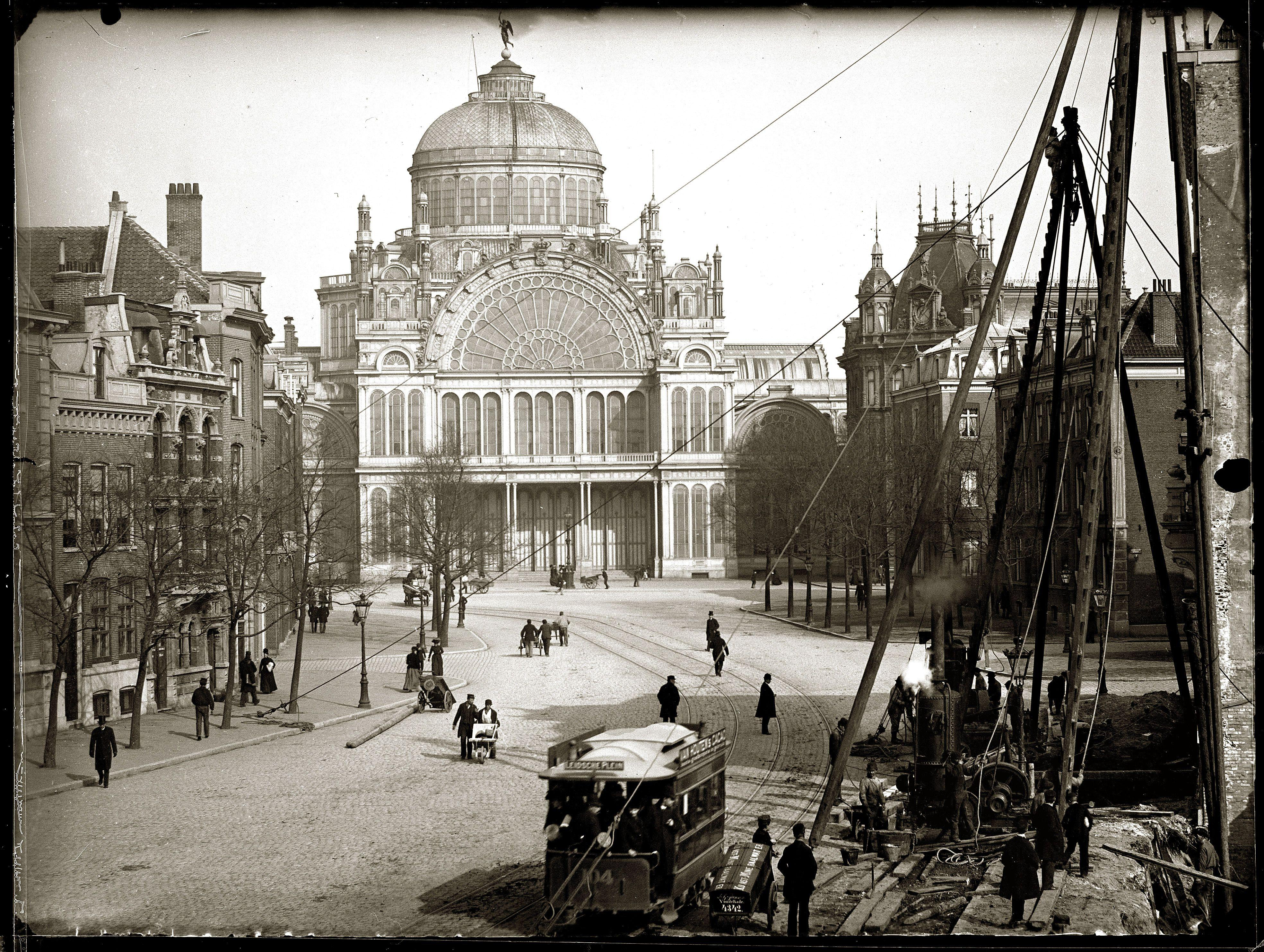
Vue du Paleis voor Volksvlijt à Amsterdam, depuis le Weteringschans, mars-avril 1892.
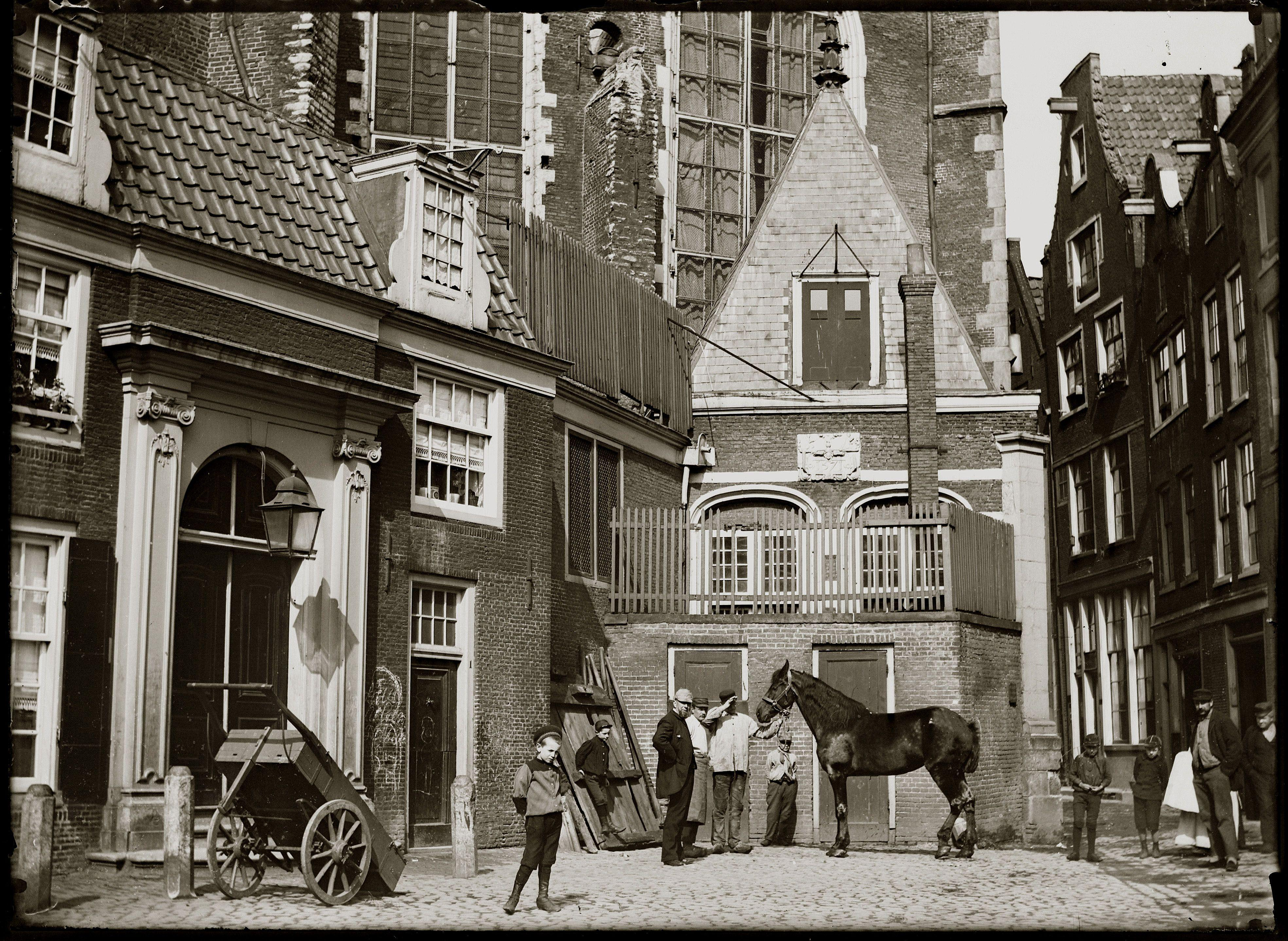
Oudekerksplein à Amsterdam, 15 mai 1894.
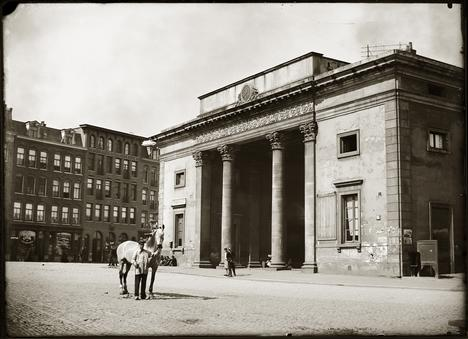
Haarlemmerpoort (Porte de Haarlem) à Amsterdam, 8 mai 1896.
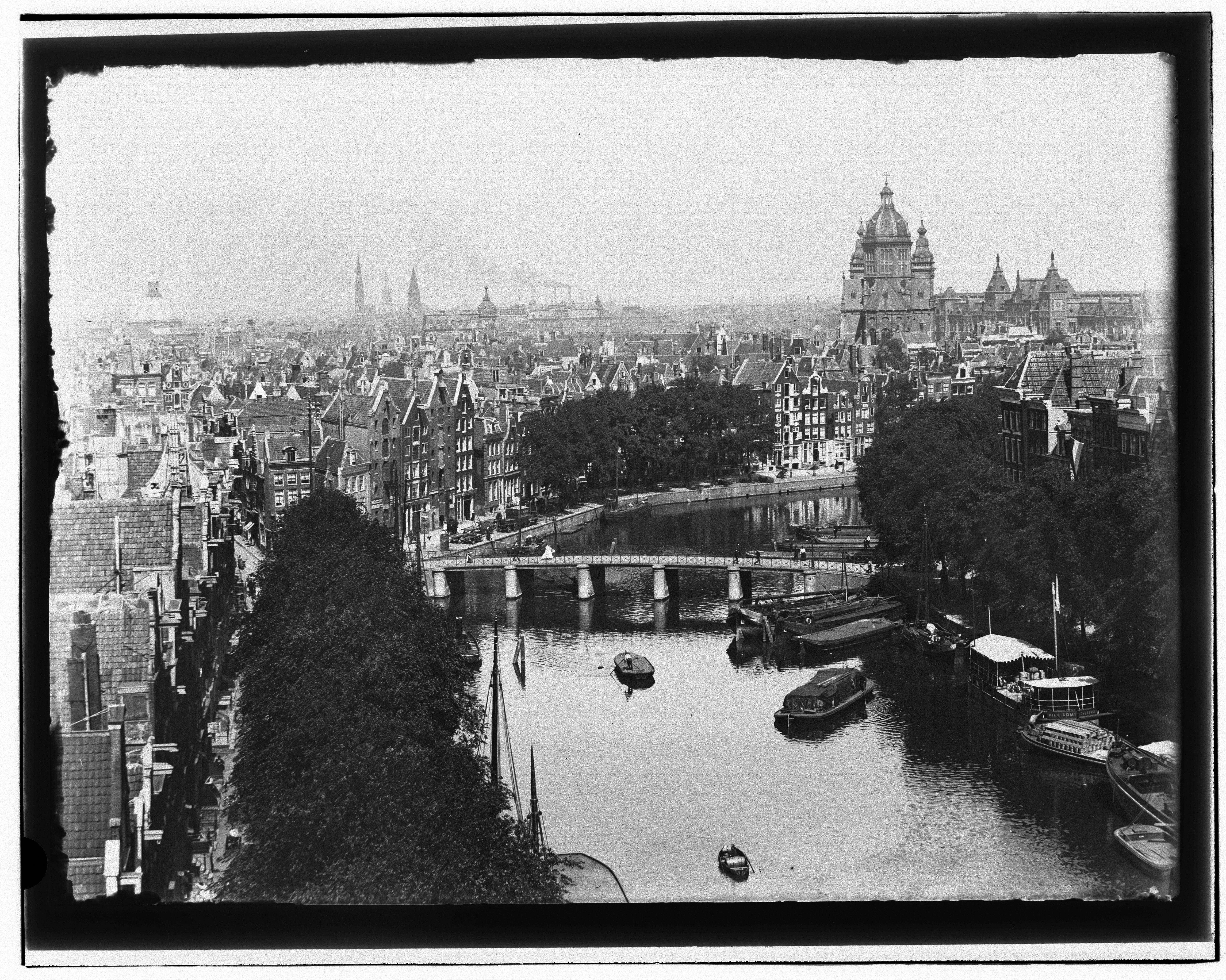
Vue depuis la tour Montelbaan à Amsterdam sur le canal Kromme Waal, 1896.
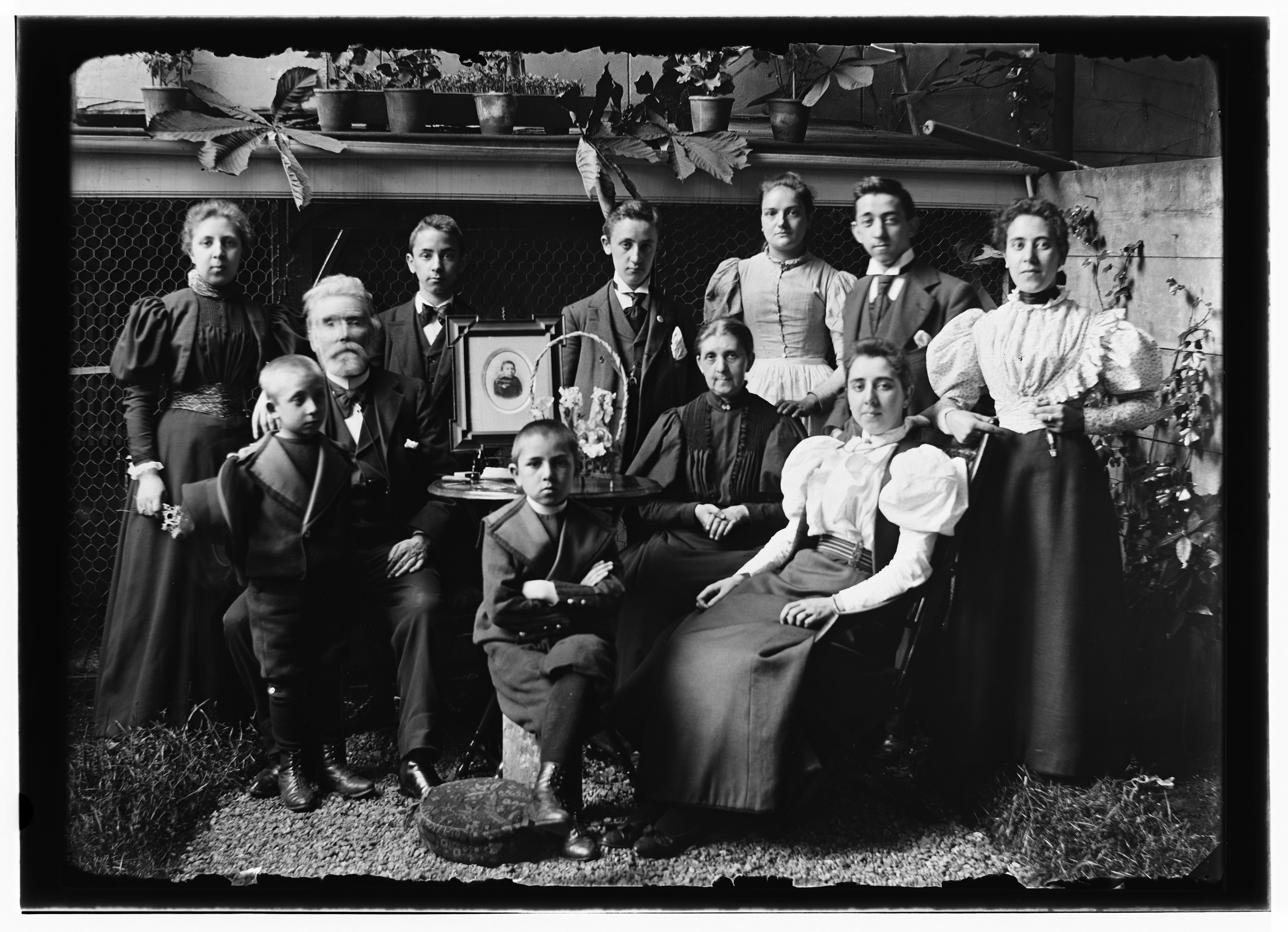
Famille Hendriks, 25 juillet 1897.
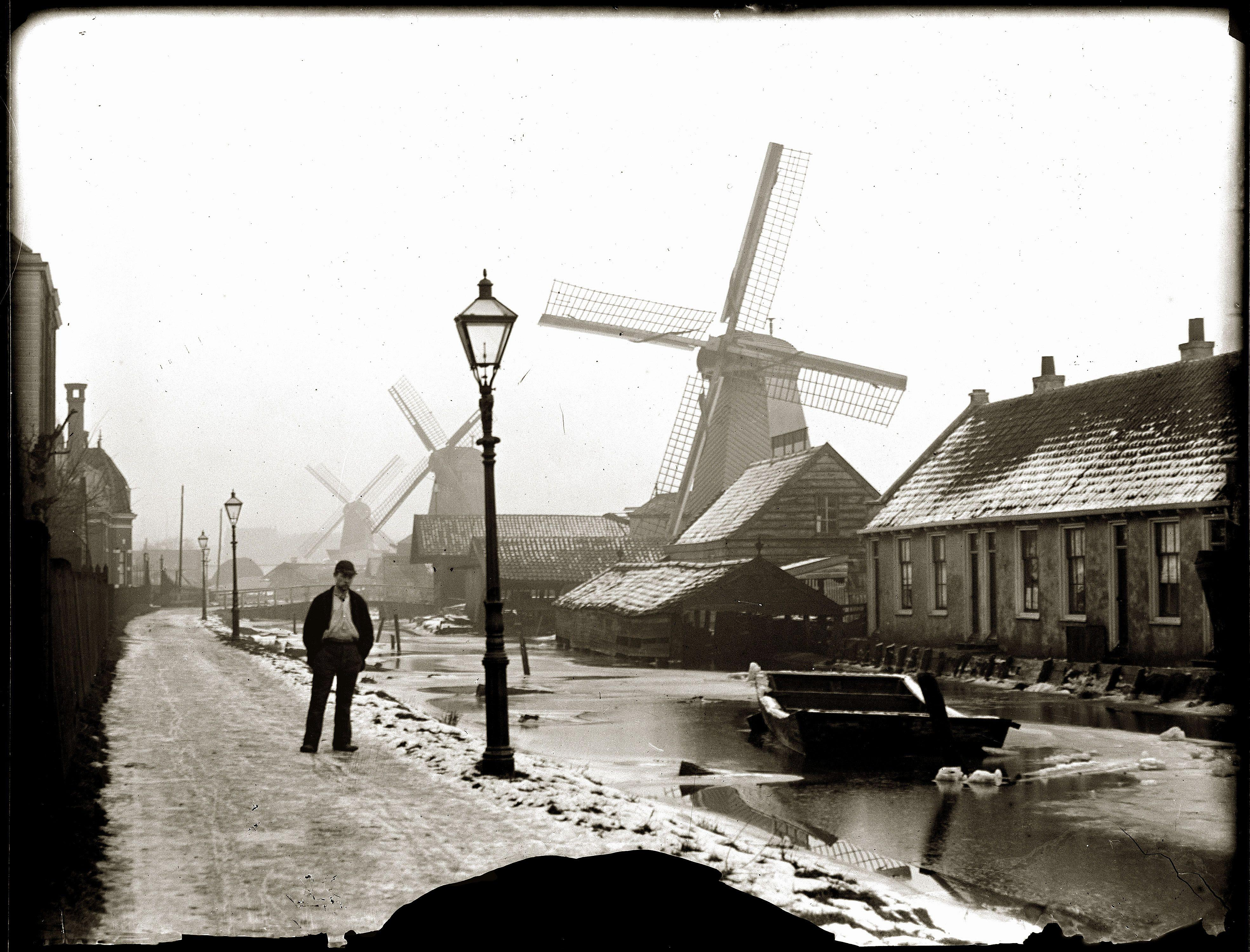
La rue Gillis van Ledenberchstraat à Amsterdam.
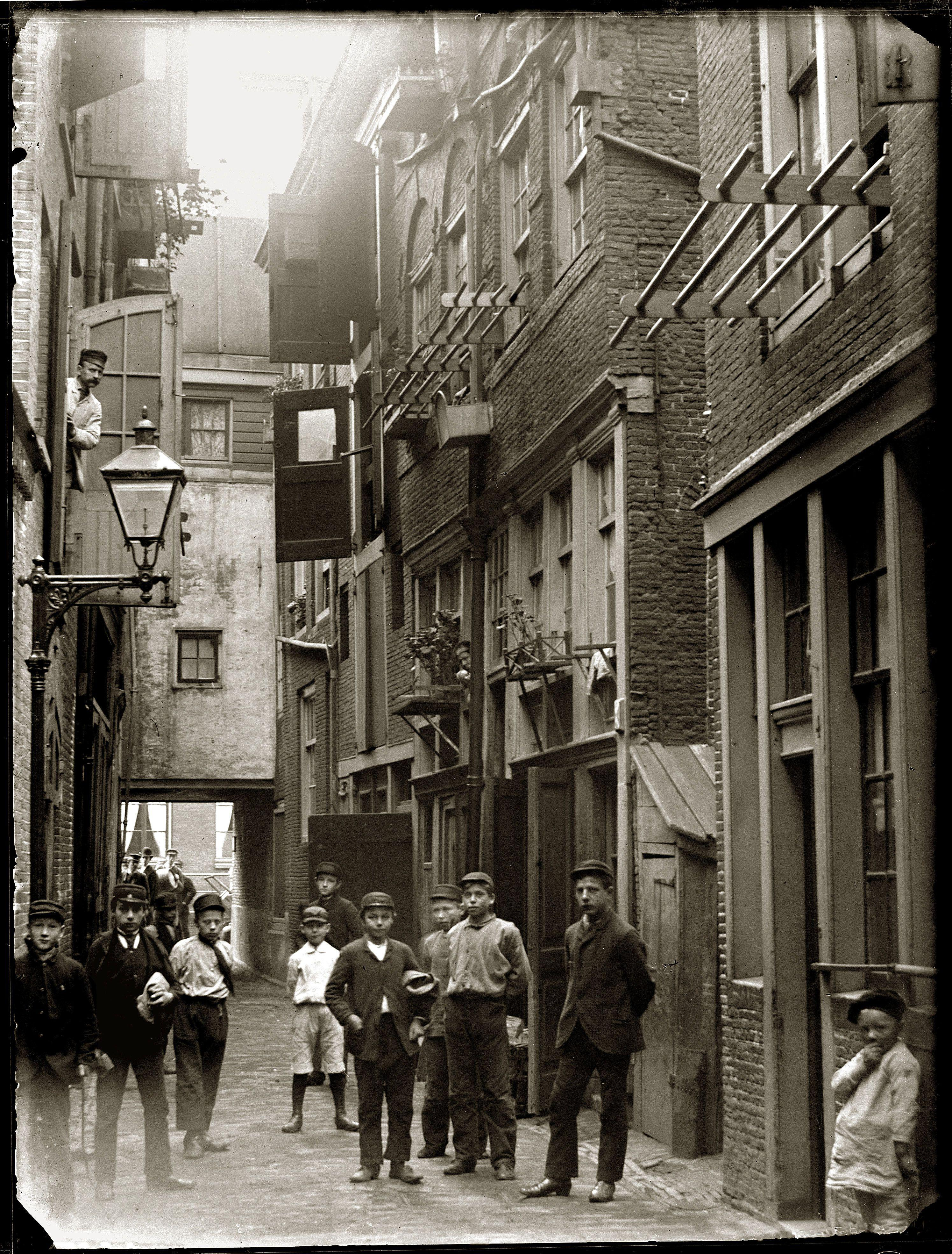
La rue Gebed zonder end à Amsterdam.
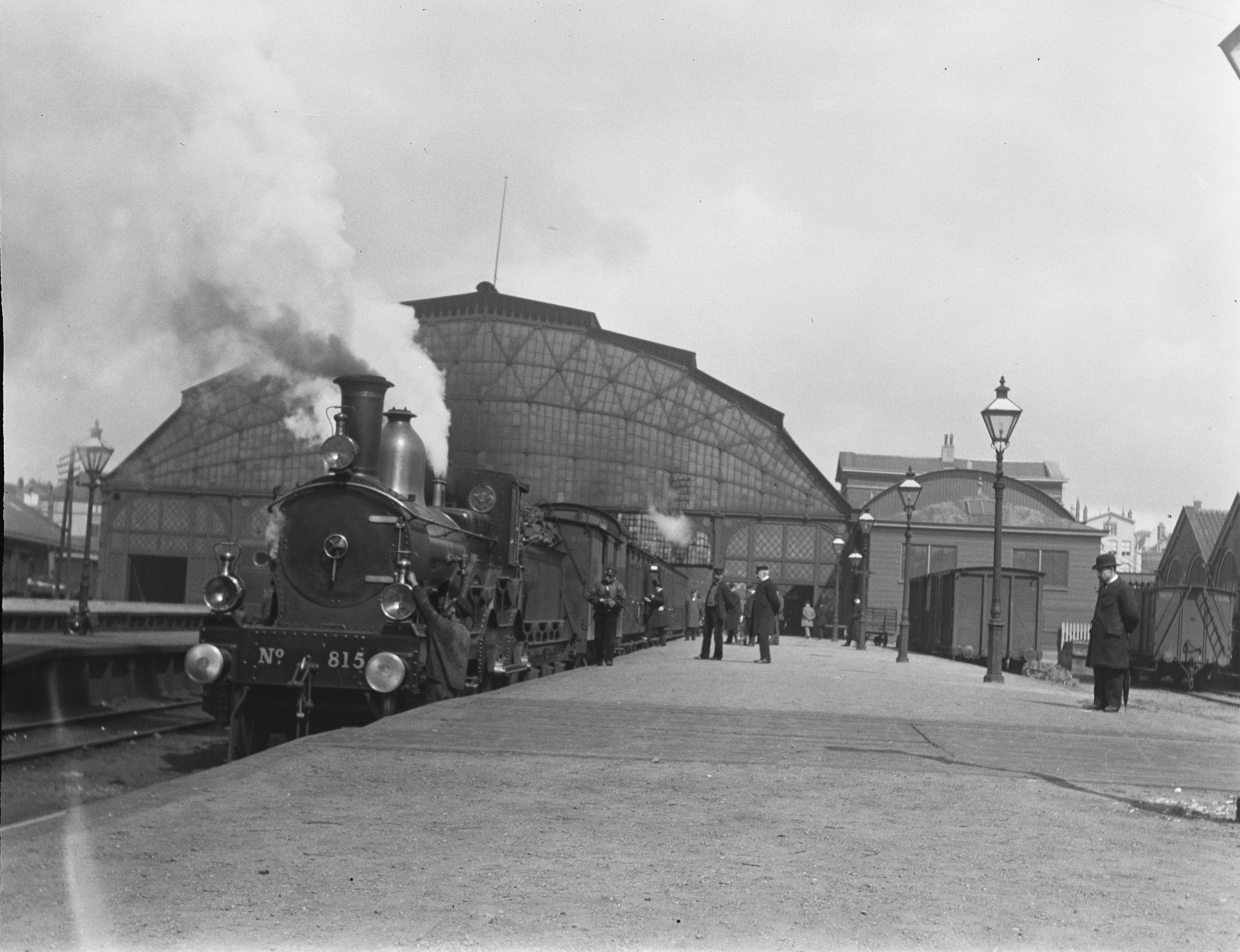
La locomotive à vapeur no  815, série 1700 des Nederlandse Spoorwegen, à la gare de Weesperpoort, Amsterdam, 14 mai 1902.

### Livres de photographies
- (nl) Jacob Oli. Amsterdam gefotografeerd, 1860-1905, Amsterdam, Van Gennep, 1974, 160 p.
- (nl), (en) Kees Nieuwenhuijzen (dir.), Amsterdam gefotografeerd in de 19de eeuw. Jacob Olie = Photographer of 19th Century Amsterdam. Jacob Olie, Amsterdam : Van Gennep, 1981, 156 p.  (ISBN 90-6012-220-8).
- (nl) Fred Schmidt (dir.) et Anneke van Veen (dir.), Jacob Olie : de stad uit - foto's 1890-1904, Amsterdam, Uitg. De Verbeelding, 2009, 157 p.  (ISBN 978-90-78909-09-5).

### Études, essais, articles
- (nl) Peter-Paul de Baar, Jacob Olie, Fotograaf van Amsterdam fotoboek, met 50 illustraties, Bussum, Uitgeverij Thoth, 1999 (ISBN 90-6868-232-6).
- Eddie Marsman, « Tout peut participer : les photos de Jacob Olie », Septentrion, vol. 31, no 3,‎ 2002, p. 49-56 (ISSN 0771-8934).
- (nl) Erik Schmitz, « Jacob Olie in het zaagmolengebied, 1861-64 », Amstelodamum, vol. 87, nos 18-27,‎ 2000.
- (nl + en) Anneke van Veen (dir.), Jacob Olie Jbz (1834-1905), Amsterdam, Focus Publishing, coll. « Monografieën van Nederlandse fotografen » (no 10), 2000, 268 p. (ISBN 90-72216-97-0).
- (en) Anneke van Veen, « Olie, Jacob (1834–1905). An animated nineteenth-century amateur photographer in Amsterdam », dans John Hannavy (dir.), Encyclopedia of Nineteenth-Century Photography, New York / Londres, Routledge, 2008 (ISBN 978-0-415-97235-2, lire en ligne), p. 1022–1024.